# Listă de localități mici din statul Oklahoma

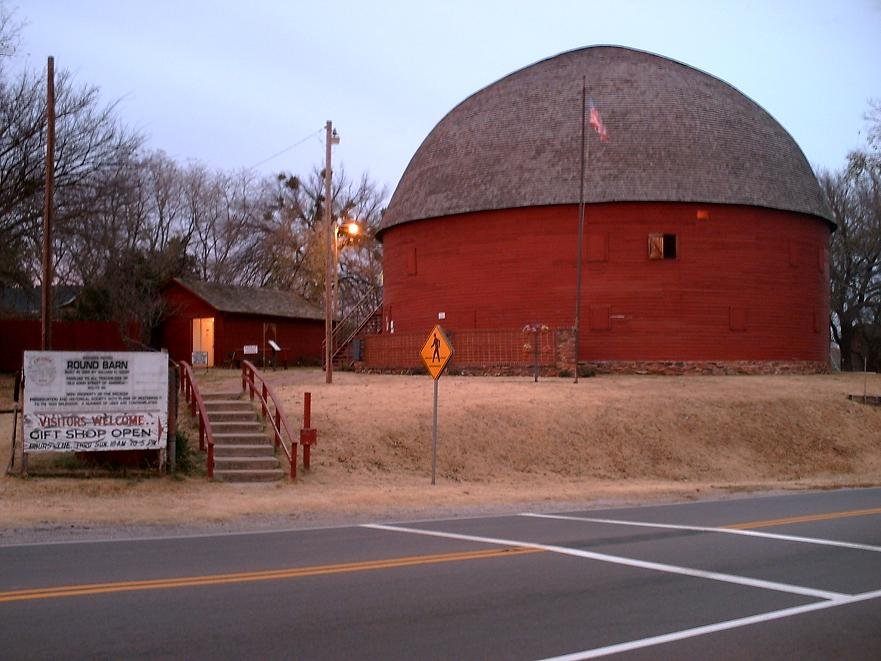
Grajdul rotund din localitatea Arcadia, statul este un cunoscut reper al celebrei rute U.S. Route 66.

Această pagină este o listă de localități mici din statul Oklahoma, conform originalului din limba engleză, list of towns in Oklahoma, aranjate alfabetic.
Deși cuvântul town se traduce aproximativ prin orășel, oraș mai mic, târg sau localitate urbană mică , în cazul statului  Oklahoma, toate aceste localități încorporate au mai puțin de 1.000 de locuitori  Arhivat în 9 august 2006, la Wayback Machine., cu excepția a patru dintre acestea, care sunt menționate explicit în listă (Beaver, Chelsea, Fort Gibson și Picher).

 Listele de mai jos conțin toate comitatele și localitățile statului Oklahoma
- Listă de comitate din statul Oklahoma
- Listă de orașe din statul Oklahoma - (cities)
- Listă de cantoane din statul Oklahoma - (townships)
- Listă de comunități desemnate pentru recensământ din statul Oklahoma - (CDPs)
- Listă de comunități neîncorporate din statul Oklahoma
- Listă de comunități abandonate din statul Oklahoma - (ghost towns)

## A
- Achille
- Ada
- Adair
- Addington
- Afton
- Agra
- Albion
- Alderson
- Alex
- Aline
- Allen
- Alva
- Amber
- Ames
- Amorita
- Apache
- Arapaho
- Arcadia
- Arkoma
- Armstrong
- Arnett
- Asher
- Ashland
- Atwood
- Avant
- Avard

## B
- Bearden
- † Beaver (Town board government; pop. 1,570.)
- Bennington
- Bernice
- Bessie
- Bethel Acres
- Big Cabin
- Billings
- Binger
- Blackburn
- Blair
- Blanchard
- Bluejacket
- Bokchito
- Bokoshe
- Boley
- Boswell
- Bowlegs
- Boynton
- Bradley
- Braggs
- Braman
- Bray
- Breckenridge
- Bridge Creek
- Bromide
- Brooksville
- Buffalo
- Burbank
- Burlington
- Burns Flat
- Butler
- Butner
- Byars
- Byng
- Byron

## C
- Caddo
- Calera
- Calumet
- Calvin
- Camargo
- Cameron
- Canadian
- Caney
- Canton
- Canute
- Capron
- Cardin
- Carmen
- Carnegie
- Carney
- Carrier
- Carter
- Cashion
- Castle
- Cement
- † Central High
- Chattanooga
- † Chelsea (Town board government; pop. 2,135.)
- Cheyenne
- Chouteau
- Cimarron City
- Clayton
- Clearview
- Cleo Springs
- Colbert
- Colcord
- Cole
- Colony
- Cooperton
- Copan
- Corn
- Cornish
- Council Hill
- Covington
- Cowlington
- Coyle
- Cromwell
- Crowder
- Custer City
- Cyril

## D
- Dacoma
- Davenport
- Davidson
- Deer Creek
- Delaware
- Depew
- Devol
- Dewar
- Dibble
- Dickson
- Dill City
- Disney
- Dougherty
- Douglas
- Dover
- Drummond
- Dustin

## E
- Eakly
- Earlsboro
- East Duke
- Edmond
- Eldorado
- Elmer
- Elmore City
- Empire City
- Enid
- Erin Springs
- Etowah

## F
- Fairfax
- Fairland
- Fairmont
- Fair Oaks
- Fallis
- Fanshawe
- Fargo
- Faxon
- Fitzhugh
- Fletcher
- Foraker
- Forest Park
- Forgan
- Fort Cobb
- Fort Coffee
- † Fort Gibson (Town board government; pop. 4,054.)
- Fort Supply
- Fort Towson
- Foss
- Foster
- Foyil
- Francis
- Freedom
- Friendship

## G
- Gage
- Gans
- Garvin
- Gate
- Gene Autry
- Geronimo
- Gerty
- Glencoe
- Goldsby
- Goltry
- Goodwell
- Gore
- Gotebo
- Gould
- Gracemont
- Grainola
- Grand Lake Towne
- Granite
- Grayson
- Greenfield
- Guymon

## H
- Hallett
- Hall Park
- Hammon
- Hanna
- Hardesty
- Haskell
- Hastings
- Haworth
- Healdton
- Headrick
- Helena
- Hendrix
- Hennessey
- Hester
- Hickory
- Hillsdale
- Hinton
- Hitchcock
- Hitchita
- Hoffman
- Holdenville
- Hollister
- Hoot Owl
- Horntown
- Howe
- Hulbert
- Hunter
- Hydro

## I
- Indiahoma
- Indianola
- Inola
- IXL

## J
- Jamestown
- Jefferson
- Jenks
- Jennings
- Jet
- Johnson
- Jones

## K
- Kansas
- Katie
- Kellyville
- Kemp
- Kendrick
- Kenefic
- Keota
- Ketchum
- Keyes
- Kiefer
- Kildare
- Kingfisher
- Kingston
- Kinta
- Kiowa
- Knowles
- Kremlin

## L
- Lahoma
- Lake Aluma
- Lamar
- Lambert
- Lamont
- Langley
- Langston
- Laverne
- Lawrence Creek
- Leedey
- Le Flore
- Lenapah
- Leon
- Liberty
- Lima
- Loco
- Locust Grove
- Lone Wolf
- Longdale
- Lookeba
- Lotsee
- Loveland
- Loyal
- Luther

## M
- McCurtain
- McLoud
- Macomb
- Manchester
- Manitou
- Mannford
- Mannsville
- Maramec
- Marble City
- Marland
- Marshall
- Martha
- May
- Maysville
- Mead
- Medicine Park
- Meeker
- Meno
- Meridian
- Milburn
- Mill Creek
- Millerton
- Minco
- Moffett
- Monkey Island
- Mooreland
- Morrison
- Mounds
- Mountain Park
- Mountain View
- Muldrow
- Mulhall
- Muskogee
- Mutual

## N
- Nash
- New Alluwe
- Ninnekah
- Norge
- North Enid
- North Miami

## O
- Oak Grove
- Oakland
- Oaks
- Oakwood
- Ochelata
- Okarche
- Okay
- Okeene
- Oktaha
- Olustee
- Oologah
- Optima
- Orlando
- Osage

## P
- Paden
- Panama
- Paoli
- Paradise Hill
- Pensacola
- Peoria
- Perkins
- Perry
- Phillips
- † Picher (Town board government; pop. 1,640.)
- Pink
- Pittsburg
- Pocasset
- Pocola
- Porter
- Porum
- Prue
- Putnam

## Q
- Quapaw
- Quay
- Quinton

## R
- Ralston
- Ramona
- Randlett
- Ratliff City
- Rattan
- Ravia
- Redbird
- Red Oak
- Red Rock
- Renfrow
- Rentiesville
- Reydon
- Ringling
- Ripley
- Rock Island
- Rocky
- Roff
- Roland
- Roosevelt
- Rosedale
- Rosston
- Rush Springs
- Ryan

## S
- Saint Louis
- Salina
- Sasakwa
- Savanna
- Sawyer
- Schulter
- Sentinel
- Shady Grove
- Shady Point
- Shamrock
- Sharon
- Shattuck
- Silo
- Skedee
- Skiatook
- Slaughterville
- Slick
- Smith Village
- Smithville
- Soper
- South Coffeyville
- Sparks
- Spaulding
- Spavinaw
- Sperry
- Spiro
- Sportsmen Acres
- Springer
- Sterling
- Stidham
- Stonewall
- Strang
- Stratford
- Stringtown
- Strong City
- Stuart
- Sugden
- Sulphur
- Summit
- Sweetwater
- Swink

## T
- Taft
- Talala
- Talihina
- Taloga
- Tamaha
- Tatums
- Temple
- Terlton
- Terral
- Texhoma
- Texola
- Thackerville
- Tipton
- Tribbey
- Tryon
- Tullahassee
- Tulsa
- Tushka
- Tuttle
- Tyrone
- Tupelo

## U
- Union City

## V
- Valley Brook
- Valley Park
- Valliant
- Velma
- Vera
- Verden
- Verdigris
- Vian
- Vici

## W
- Wainwright
- Wakita
- Wanette
- Wann
- Wapanucka
- Warner
- Warwick
- Washington
- Watts
- Waukomis
- Wayne
- Webb City
- Webbers Falls
- Welch
- Weleetka
- Wellston
- Westport
- West Siloam Springs
- Westville
- Whitefield
- Willow
- Winchester
- Wister
- Woodlawn Park
- Woodville
- Wright City
- Wyandotte
- Wynona

## Y
- Yeager

## Alte articole și liste
- Oklahoma
- Listă de orașe din statul Oklahoma